# 巴拉尼夫卡 (亞爾莫林齊區)
49°9′2″N 27°0′10″E / 49.15056°N 27.00278°E
巴拉尼夫卡（烏克蘭語：Баранівка）是位於烏克蘭西部的村莊，由赫梅利尼茨基州裡赫梅利尼茨基區的亞爾莫林齊市鎮負責管轄。該村始建於1923年，面積1.1平方公里，海拔高度291米，2001年人口310，人口密度每平方公里287.8人。